# Öppet vatten-simning vid världsmästerskapen i simsport 2024 – Lagtävling
Lagtävlingen i öppet vatten-simning vid världsmästerskapen i simsport 2024 avgjordes den 8 februari 2024 vid Old Doha Port i Doha i Qatar.
Australien tog guld, Italien tog silver och Ungern tog brons.

## Resultat
Tävlingen startade klockan 10:30.
| Placering | Nation           | Simmare                                                                    | Tid       |
| --------- | ---------------- | -------------------------------------------------------------------------- | --------- |
| 1         | Australien       | Moesha Johnson Chelsea Gubecka Nicholas Sloman Kyle Lee                    | 1:03.28,0 |
| 2         | Italien          | Giulia Gabbrielleschi Arianna Bridi Gregorio Paltrinieri Domenico Acerenza | 1:03.28,2 |
| 3         | Ungern           | Bettina Fábián Mira Szimcsák Dávid Betlehem Kristóf Rasovszky              | 1:04.06,8 |
| 4         | Tyskland         | Leonie Beck Celine Rieder Oliver Klemet Arne Schubert                      | 1:04.11,6 |
| 5         | USA              | Mariah Denigan Katie Grimes Charlie Clark Michael Brinegar                 | 1:04.16,1 |
| 6         | Frankrike        | Océane Cassignol Caroline Jouisse Marc-Antoine Olivier Logan Fontaine      | 1:05.05,5 |
| 7         | Portugal         | Mafalda Rosa Angélica André Diogo Cardoso Tiago Campos                     | 1:05.05,7 |
| 8         | Brasilien        | Ana Marcela Cunha Viviane Jungblut Pedro Farias Henrique Figueirinha       | 1:05.36,2 |
| 9         | Argentina        | Cecilia Biagioli Candela Giordanino Lucas Alba Franco Cassini              | 1:07.03,2 |
| 10        | Kanada           | Emma Finlin Laila Oravsky Eric Hedlin Hau-Li Fan                           | 1:07.03,4 |
| 11        | Kina             | Liu Peixin Zhang Jinhou Mao Yihan Xin Xin                                  | 1:07.17,2 |
| 12        | Mexiko           | Martha Sandoval Santiago Gutiérrez Paulina Alanís Paulo Strehlke           | 1:07.29,5 |
| 13        | Sydkorea         | Oh Se-beom Park Jae-hun Lee Hae-rim Park Jung-ju                           | 1:07.55,3 |
| 14        | Tjeckien         | Alena Benešová Lenka Pavlacká Martin Straka Matěj Kozubek                  | 1:08.07,1 |
| 15        | Sydafrika        | Ruan Breytenbach Callan Lotter Amica de Jager Rossouw Venter               | 1:08.42,0 |
| 16        | Turkiet          | Emir Batur Albayrak Burhanettin Hacı Sağır Sezen Akanda Boz Tuna Erdoğan   | 1:08.42,9 |
| 17        | Kinesiska Taipei | Cho Cheng-chi Teng Yu-wen Cho Pei-chi Wang Yi-chen                         | 1:09.37,3 |
| 18        | Hongkong         | Keith Sin Nip Tsz Yin Nikita Lam William Yan Thorley                       | 1:10.10,3 |
| 19        | Kazakstan        | Galymzhan Balabek Diana Taszhanova Mariya Fedotova Lev Cherepanov          | 1:10.44,2 |
| 20        | Venezuela        | Paola Pérez Ruthseli Aponte Johndry Segovia Ronaldo Zambrano               | 1:10.45,5 |
| 21        | Slovakien        | Tomáš Peciar Karolína Valko Lucia Slámová Richard Urban                    | 1:11.56,6 |
| 22        | Puerto Rico      | Christian Bayo Jamarr Bruno Alondra Quiles Mariela Guadamuro               | 0DNS0     |